# 细匍匐茎萤蔺
细匍匐茎萤蔺（学名：Schoenoplectiella lineolata）为莎草科萤蔺属下的一个种。又名兰屿莞、細匍匐莖水蔥、匍匐莞草、线状匍匐茎藨草。